# Edaphobacter acidisoli
Edaphobacter acidisoli es una bacteria gramnegativa del género Edaphobacter. Fue descrita en el año 2017. Su etimología hace referencia a suelo ácido. Es aerobia e inmóvil. Tiene un tamaño de 0,3-0,5 μm de ancho por 1,1-1,5 μm de largo. Forma colonias mucosas, elevadas, lisas, circulares, de color beige claro y con márgenes enteros tras 2 semanas de incubación. Temperatura de crecimiento entre 10-42 °C, óptima de 28 °C. Catalasa y oxidasa positivas. Tiene un contenido de G+C de 57%. Se ha aislado de suelo forestal en la reserva de la biosfera de Dinghushan, en la provincia de Guangdong, China. 